# Rhön Universal
Beim Rhön Universal handelt es sich um einen leichten, ungebremsten Last-Zelt-Anhänger (LZA), den der Volkseigene Betrieb Bergwerksmaschinen Dietlas/Rhön von September 1988 bis etwa 1990 in rund 1000 Einheiten im Rahmen der so genannten Konsumgüterproduktion hergestellt hat. 

## Allgemeines

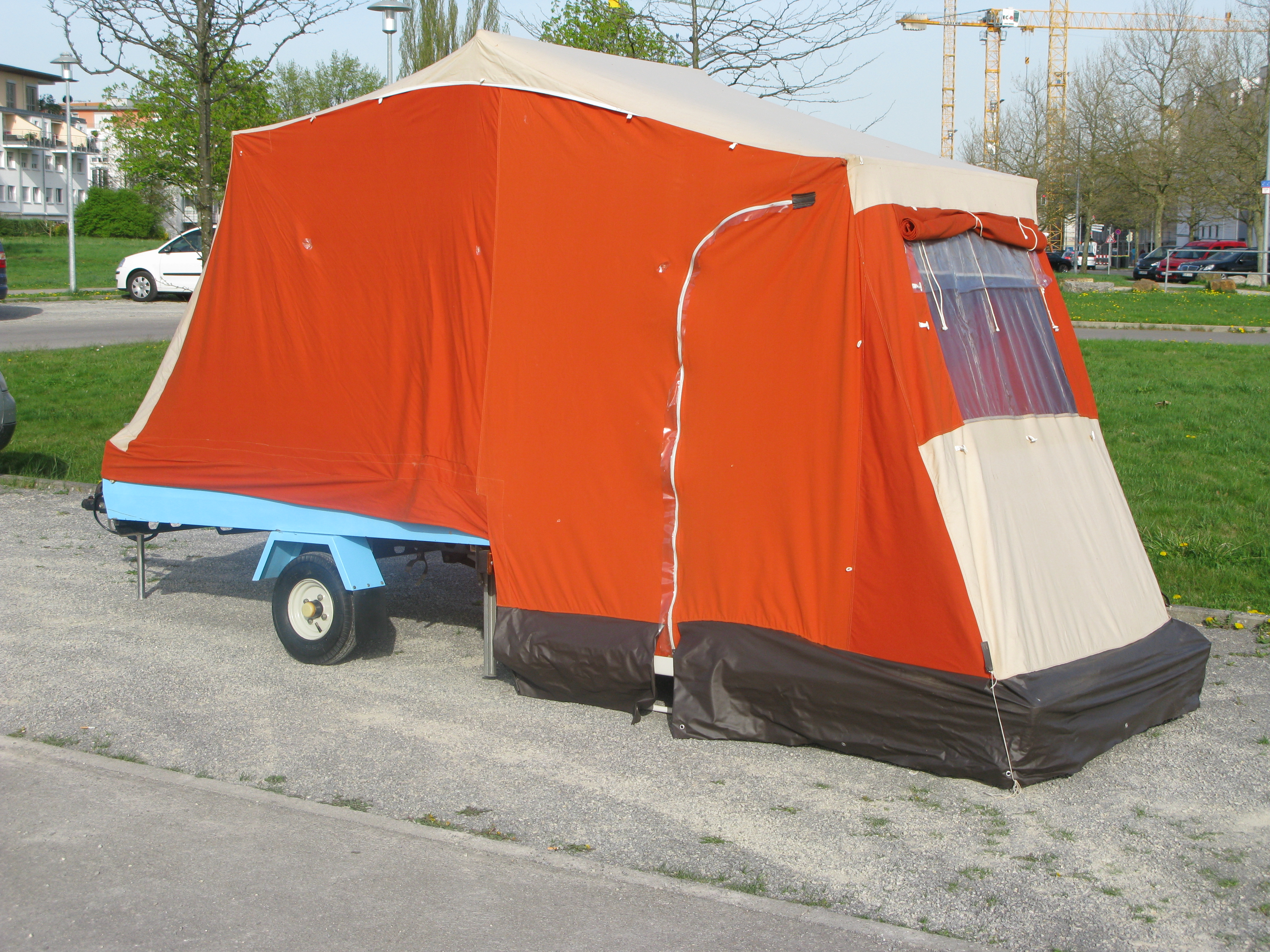
Fertig aufgebauter Rhön Universal.

Die Typbezeichnung des Anhängers lautet HP40.01.84/50.
Bekannt sind drei Farbvarianten: weißer Wagenkasten mit rotem Polyesterdeckel, weißer Wagenkasten mit blauem Polyesterdeckel und blauer Wagenkasten mit weißem Polyesterdeckel. Auch den Zeltaufbau stellte der Volkseigene Betrieb in unterschiedlichen Farbvarianten her, wobei stets beige und orange Stoffbahnen zum Einsatz kamen, die jedoch unterschiedlich kombiniert wurden. Darüber hinaus war der Faulstreifen aus gummiertem Material am unteren Abschluss des hinteren Zeltteils zunächst blau, später jedoch dunkelbraun.

## Verwendung
Der Rhön Universal lässt sich durch seine im Anhängerdeckel integrierte Zeltkonstruktion als leichter Campinganhänger nutzen; ohne den Deckel dient er als leichter Anhänger für gelegentliche Transportaufgaben. Mit einer Leermasse von 130 Kilogramm ohne Deckel und 200 Kilogramm als Campinganhänger ließ sich der Rhön Universal auch vom Trabant 601 ziehen, der mit den schwereren und besser ausgestatteten Camptourist-Faltanhängern zumindest bei längeren Bergetappen an seine Grenzen stieß. Außerhalb der Nutzungszeit lässt sich der Rhön Universal mittels zweier seitlich im Rahmen einzusteckenden Stützen seitlich hochkant, etwa an einer Garagenwand, aufstellen.

## Fahrwerk und Wagenkasten

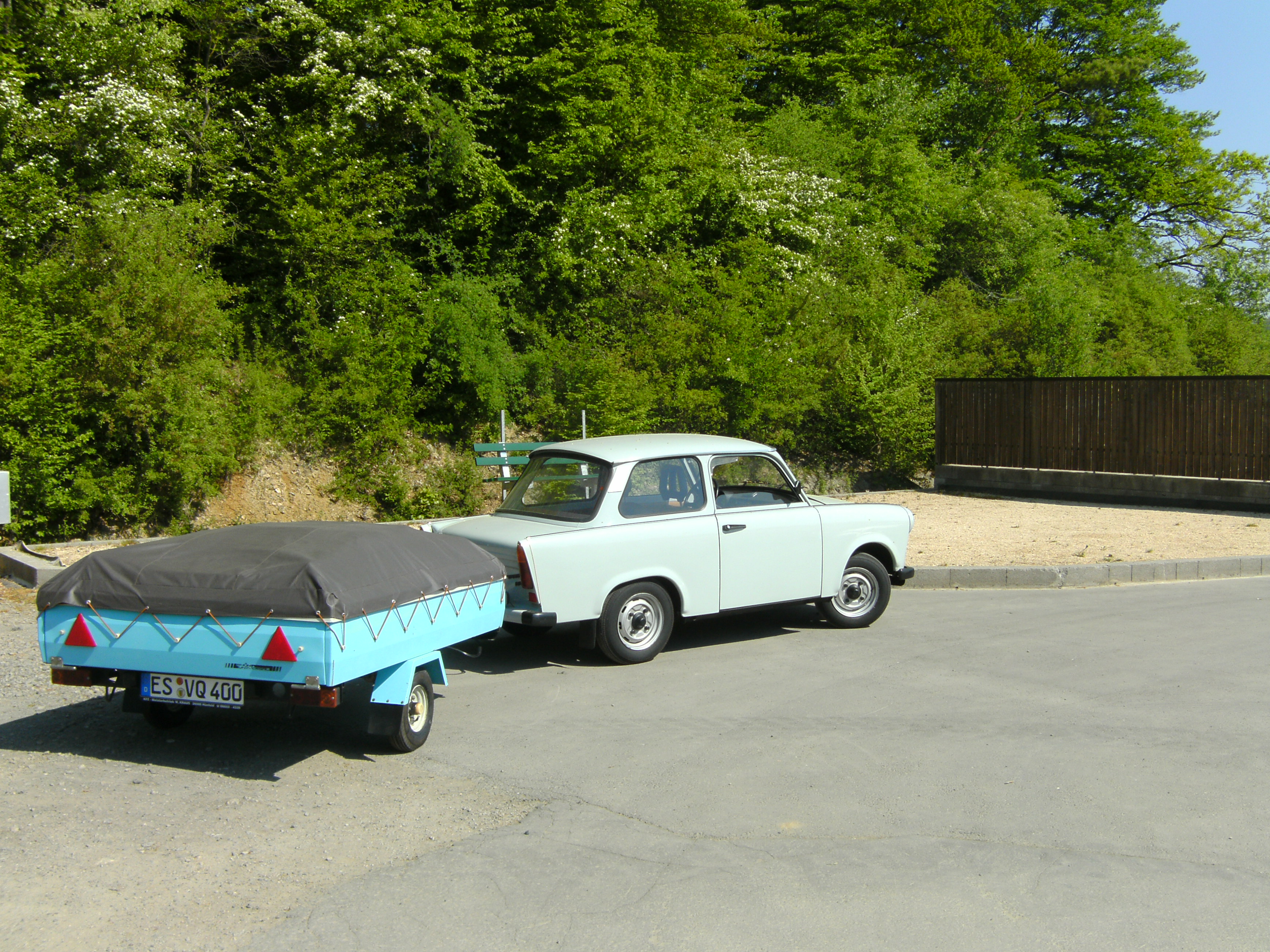
Zur Abfahrt bereiter Rhön Universal an einem Trabant 601.

Der Rhön Universal verfügt über einen 195 × 145 × 30 Zentimeter großen, geschweißten Wagenkasten aus Stahlblech mit am Blechboden angeschlagener Heckklappe. Der Wagenkasten ruht auf einem ungebremsten Fahrgestell mit V-Deichsel und zwei einzeln an Längslenkern aufgehängten Acht-Zoll-Stahlrädern mit der Bereifung 4.00-8 4 PR 55 von Pneumant. Die Federung der beiden Längslenker übernehmen jeweils zwei auf Stauchung beanspruchte Gummizylinder unterschiedlichen Durchmessers. Damit erreichte der Hersteller ein progressives Federungsverhalten, so dass der Rhön Universal unbeladen nicht zu sehr zum Springen neigt und beladen Stöße, etwa durch Schlaglöcher, gut absorbiert. Die zulässige Gesamtmasse des Anhängers, des Fahrwerks und der Achse beträgt 400 Kilogramm, die zulässige Deichselstützlast 50 Kilogramm. Als Anhängerkupplung kommt das Modell KK82 mit automatischer Verriegelung vom VEB Fahrzeugwerk Waltershausen zum Einsatz. An der Deichsel ist in einer Klemmvorrichtung statt eines Buglaufrades ein Abstützstab eingesetzt. Zusammen mit den beiden abklappbaren Stützen am hinteren Teil des Fahrwerks steht der Rhön Universal so auch im abgekuppelten Zustand sicher. Die beiden hinteren Stützen hält während des Fahrbetriebs jeweils eine Spiralfeder waagerecht am Rahmen. Im Falle eines Bruchs dieser Feder verhindert eine Halteschlaufe aus Kunstleder, dass die Abklappstütze auf die Fahrbahn fällt. Die beiden Dreikammer-Leuchten sowie die beiden Kennzeichenleuchten steuerte der VEB Fahrzeugelektrik Ruhla bei, ebenso den siebenpoligen Stecker zum Anschluss an die Elektrik des Zugfahrzeugs. Auf der Deichsel befindet sich ein mit einem Schloss gegen Diebstahl gesichertes Reserverad.

## Zeltkonstruktion

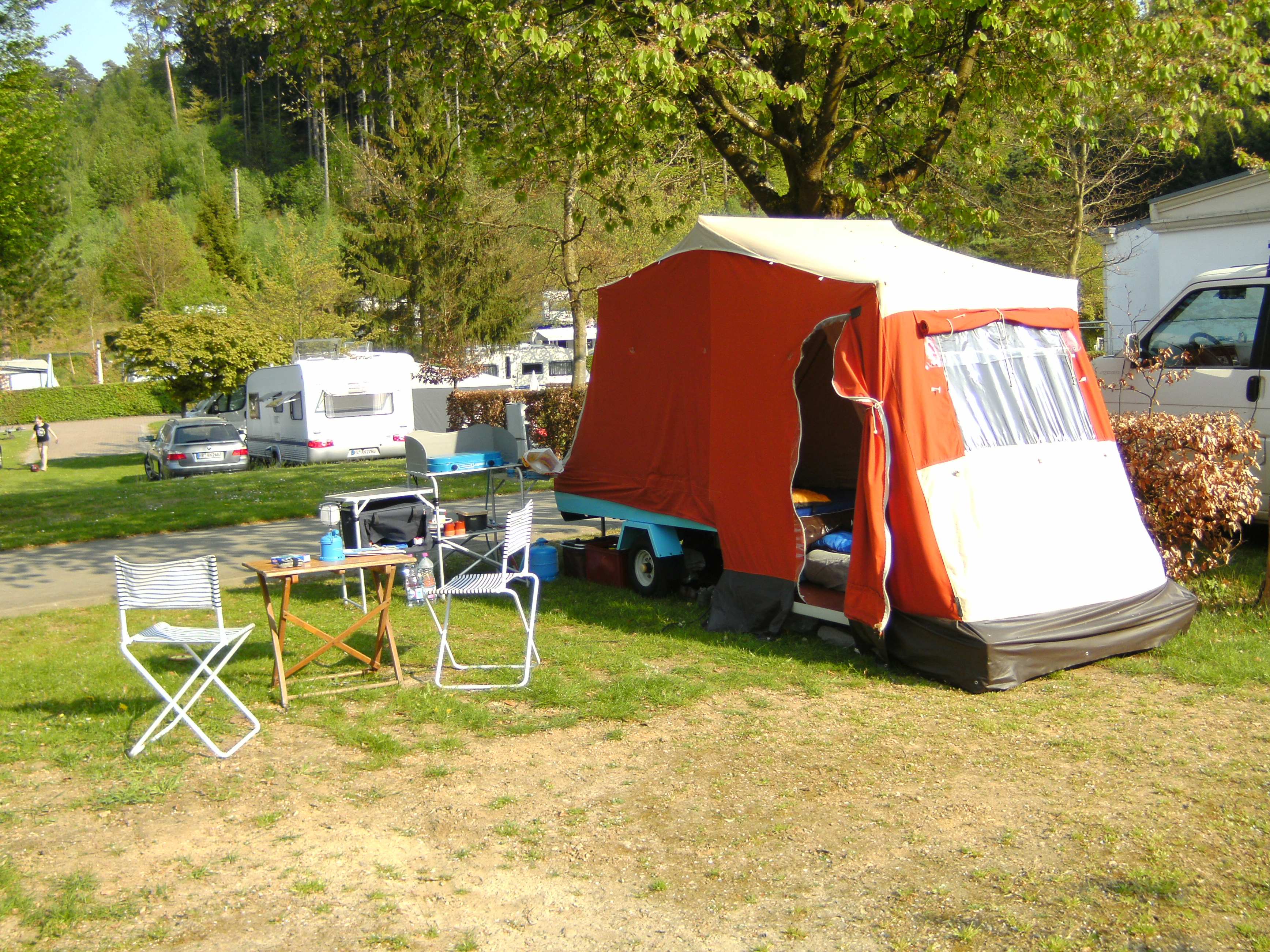
Der umgeklappte Polyesterdeckel dient beim aufgestellten Last-Zelt-Anhänger als Fußboden, die Ladefläche als Bett.

Beim Camping lässt sich der Rhön Universal als einfacher Zeltcaravan nutzen. Hierzu verfügt der Anhänger über einen festen Deckel aus Polyester, der an der Heckklappe des Aufbaus befestigt ist. Zwei Schlösser an der Vorderseite des Wagenkastens halten den Deckel während der Fahrt geschlossen. An der Innenseite des Deckels verhindert eine umlaufende Gummidichtung, dass Nässe ins Innere des Wagens gelangt. Eine Reling aus Stahlrohr auf dem Deckel dient während der Fahrt als Gepäckhalter. Die mitgelieferte Fahrplane schützt dabei das Gepäck vor Witterungseinflüssen und Fahrtwind. Bei aufgestelltem Zelt wird die Innenseite des nach hinten geklappten Deckels zum Zeltboden und die Reling damit zum Unterbau des Deckels. Zeltstoff und Gestänge sind am Wagenkasten und am Deckel fixiert. Der Zeltstoff besteht aus schwerem, widerstandsfähigem, imprägniertem Baumwollgewebe, das Gestänge aus weiß lackiertem Stahlrohr. Der Zelteingang befindet sich in der hinteren Hälfte der linken Zeltwand und lässt sich mit einem Reißverschluss öffnen und schließen. Licht fällt durch eine abdeckbare Fensterfolie mit Moskitogaze an der rückwärtigen Zeltwand ein. Der Boden in der Innenseite des umgeklappten Deckels ist mit Kunstleder beklebt. Die Schlaffläche für zwei Personen befindet sich auf der Ladefläche des Wagenkastens und entspricht dessen Maßen. Als Extra war eine Innenkabine aus leichtem, ungefärbtem Baumwollgewebe mit Folienboden erhältlich, durch die der Schlafraum wohnlicher wird und sich mittels Reißverschluss schließen lässt und so zusätzlichen Schutz gegen Luftzug oder Insekten bietet. Die vier serienmäßigen, rund vier Zentimeter dicken Matratzenteile lassen sich in die Schlafkabine einlegen und können dort auch im zusammengeklappten Zeltanhänger bleiben. Die optionale Zeltkabine wird mit Baumwollschlaufen am Gestänge angeknotet und faltet sich beim Auf- und Abbauen des Zeltes mit auf und zusammen. An der in Fahrtrichtung linken Zeltseite sind am Dach sieben kleine Schlaufen angenäht, an denen sich ein Sonnensegel anbringen lässt. Vermutlich wurde ein solches Sonnensegel aber vom Hersteller nicht mehr angeboten. Auch eine geplante, auf der Deichsel zu befestigende Küchenbox ging nicht mehr in Serie.

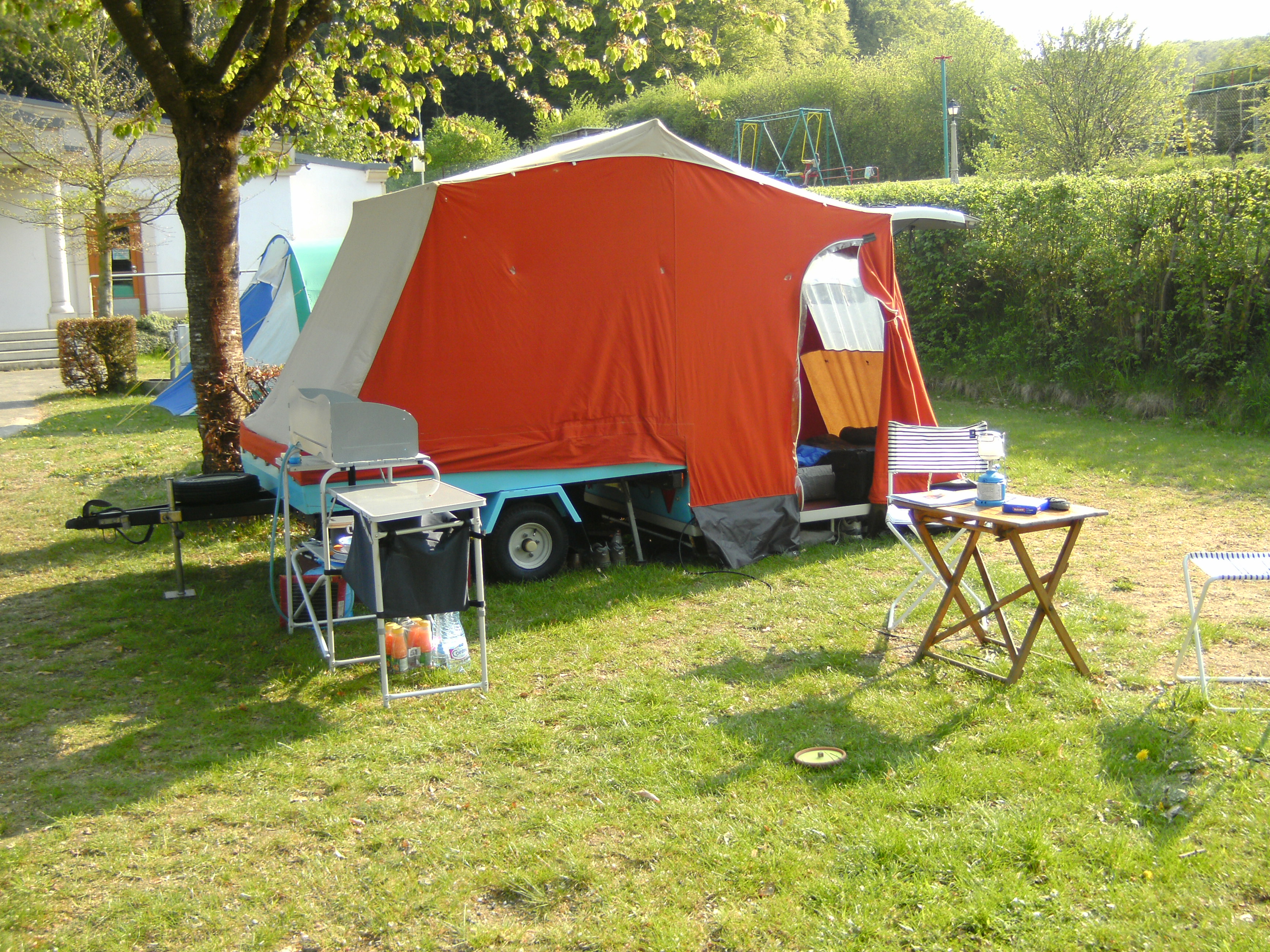
Weil der Rhön Universal keine eingebaute Küche besitzt, empfiehlt sich die Mitnahme einer klappbaren Campingküche.

## Aufstellen und Zusammenklappen
Der Last-Zelt-Anhänger Rhön Universal lässt sich in etwa zwei Minuten aufstellen.
Hierzu sind folgende Arbeitsschritte erforderlich:
1. Anhänger vom Zugfahrzeug abkoppeln und auf einer ebenen Fläche aufstellen.
2. Beide Abklappstützen unter dem Heck aus den Sicherheitsschlaufen lösen und gegen die Federkraft über den Totpunkt hinweg zum Boden schwenken.
3. Mit der Stütze an der Deichsel den Anhänger waagerecht ausrichten, so dass er sicher steht.
4. Beide Schlösser an der Vorderwand des Wagenkastens öffnen.
5. Gummi-Schoner auf die Reling zum Schutz gegen Verkratzen aufstecken.
6. Den Deckel am besten zu zweit oder vorsichtig alleine öffnen, bis die Reling des Deckels am Boden hinter dem Anhänger aufliegt. Das   Zelt stellt sich dabei automatisch auf.
7. Das Zelt im Bereich des Wagenkasten mit der Gummischnur an dessen Knebeln verspannen.
8. Faulstreifen aus Gummi des hinteren Zeltteils über den Deckelrand spannen.
9. Den Zeltaufbau je nach Standort und Wetterlage mit Heringen fixieren.
Der Abbau geschieht in umgekehrter Reihenfolge, jedoch sind einige Punkte zu beachten: So ist beim Schließen des Deckels sicherzustellen, dass beide Zapfen an der Heckklappe ordnungsgemäß in die entsprechenden Öffnungen am Ende der Seitenwände greifen und dabei nicht der Zeltstoff dazwischen gerät, sonst sind Löcher oder Risse am Tuch zu befürchten. Auch beim weiteren Schließen ist der Zeltstoff sorgfältig nach innen zu falten. Idealerweise schließen zwei Personen den Deckel. Eine einzelne Person stellt den Deckel auf das mitgelieferte Abstütz-Holz, sortiert den Stoff durch den verbleibenden Spalt und schließt den Deckel dann ganz. 
Es ist unbedingt erforderlich, die beiden Schlösser an der Vorderseite des Deckels mit dem Schlüssel abzusperren, da die Schlösser ansonsten von selbst wieder aufspringen können. Dann könnte sich durch den Fahrtwind der Deckel öffnen.

## Nutzung als Lastenanhänger
Inklusive Zelt und Polyesterdeckel hat der Rhön Universal eine Eigenmasse von 200 Kilogramm, kann theoretisch also noch 200 Kilogramm Gepäck aufnehmen. Dieses findet auf der Liegefläche im Wagenkasten oder sicher an der Reling verzurrt auf dem Polyesterdeckel Platz.
Um den Rhön Universal als reinen Lastenanhänger nutzen zu können, ist zunächst das Zelt aufzubauen. Dann sind die Schrauben für das Zeltgestänge am Anhänger zu lösen, und danach ist der Polyesterdeckel von der Heckklappe abzuschrauben. Das Zelt samt Gestänge verbleibt im Deckel und lässt sich mit der Fahrplane als Schutz gegen Staub und Schmutz abdecken. Der Anhänger selbst bietet dann, erleichtert um die rund 70 Kilogramm schwere Campingausrüstung, eine Zuladung von 270 Kilogramm. 

## Der Rhön Universal heute
Die politische Wende in der DDR und die ihr folgenden wirtschaftlichen Veränderungen in Ostdeutschland bedingten, dass die Produktion des Rhön Universal im Jahr 1990 nach nur rund zwei Jahren Bauzeit und etwa 1.000 Exemplaren eingestellt wurde. 
Die Qualität des Last-Zelt-Anhängers soll nach der Erfahrung früherer und heutiger Nutzer, insbesondere, was die Lackierung und den Korrosionsschutz anbelangt, großen Schwankungen unterlegen haben. Dieser Umstand und die Tatsache, dass die Anhänger über die Jahre unterschiedlich genutzt und gepflegt wurden, führt dazu, dass der Zustand heutiger Exemplare stark variiert. So finden sich stark korrodierte Anhänger mit verschlissenem Zelt ebenso wie beinahe neuwertige oder restaurierte. 
Als Schwachpunkt hat sich die längs durch den Wagenkasten verlaufende Überlappung der beiden Bodenbleche erwiesen, an der oft starke Korrosion auftritt. Auch der Übergang von der Vorderwand zum Boden des Wagenkastens ist durch Rost gefährdet. Das Gleiche gilt für den Bereich oberhalb der Radkästen. Zuweilen zeigt der Deckel aus Polyester Risse infolge zu hoher punktueller Belastung, insbesondere in jenen Bereichen, in denen er sich während des Campingbetriebs auf der Reling abstützt. Die Gelcoat-Schicht des Deckels kann infolge jahrelanger UV-Strahlung kleine Risse bis größere Abplatzungen aufweisen. Die Reling des Deckels aus lackiertem Stahlrohr zeigt häufig größere Roststellen, die sich jedoch meist, bedingt durch die ausreichende Wandstärke der Rohre, beseitigen lassen.
Der Zeltstoff ist bei vielen Exemplaren ausgebleicht. Wurde das Zelt nass zusammengelegt und nicht binnen weniger Tage zum Trocknen wieder aufgestellt, sind häufig Stockflecken oder gar verrottete Stellen im Stoff die Folge. Eine Instandsetzung des Rhön Universal erleichtert dessen einfacher Aufbau sowie die weitreichende Verwendung gängiger Teile aus dem DDR-Anhängerbau. So sind Originalteile wie Anhängerkupplung, Felgen, Reifen, Radlager, Federgummis, Rücklichter, siebenpoliger Stecker und Schlösser heute noch zumindest über das Internet neu zu beziehen. 
Der Polyesterdeckel lässt sich mit Glasfasermatten, Kunstharz und Polyester-Spachtel reparieren. Als Ersatzteil jedoch ist er neu wie gebraucht so gut wie nicht mehr erhältlich. Ähnlich schwierig gestaltet sich die Suche nach einem Ersatzzelt. Wer über das Internet keines findet, dem bleibt als Alternative zur Teilreparatur nur die Nachfertigung anhand des verschlissenen Originals.

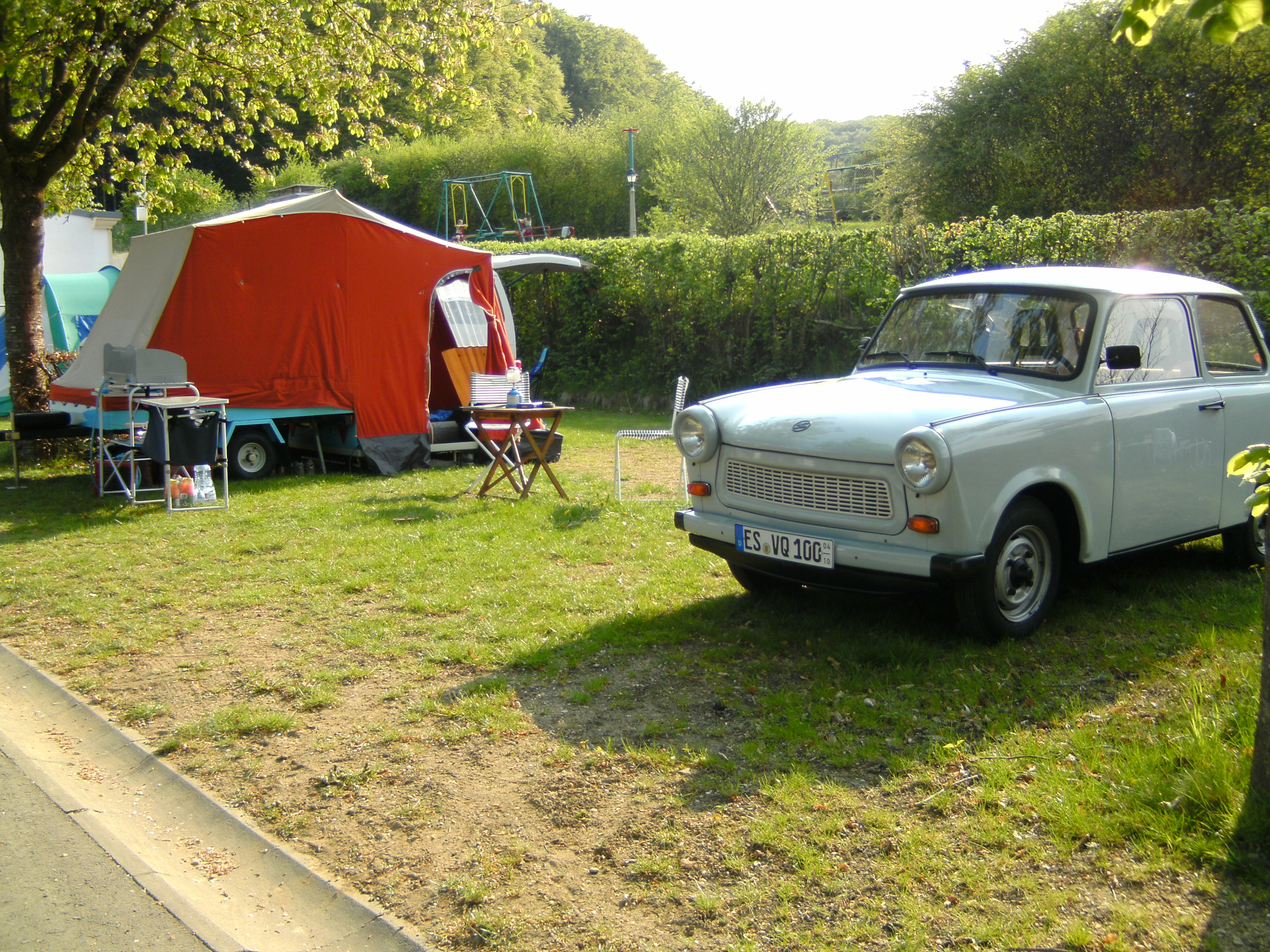
Rhön Universal, Baujahr 1990, mit passendem Zugfahrzeug Trabant 601, Baujahr 1988